# Helge Rosvaenge
Helge Rosvaenge (Copenhague, 24 juin 1897 - Munich, 19 juin 1972) est un ténor danois, l'un des plus grands ténors de sa génération, il a eu une longue carrière et défendit un vaste répertoire. 

## Biographie
Rosvaenge étudie à l'école polytechnique de Copenhague, avant de s'orienter vers le chant. Après avoir étudié avec différents professeurs danois et allemands, mais essentiellement autodidacte, il débute à Neustrelitz en 1921, en Don José. 
Il chante alors à Altenbourg (1922-24), Bâle (1924-26), Cologne (1926-29), puis devient ténor vedette de l'Opéra d'État de Berlin de 1929 à 1949. Il débute à l'Opéra de Vienne en 1930, à Salzbourg en 1932, à Bayreuth en 1934. À l'étranger, il parait à Bayreuth en 1936 (Parsifal), à Londres en 1938 et Paris en 1941.
Chanteur aux dons vocaux rares, il possédait une voix éclatante et généreuse mais d'une extrême souplesse, lui permettant d'aborder un vaste répertoire, de Mozart aux véristes italiens, ainsi que l'opérette viennoise. Il chanta Belmonte, Tamino, Huon, Florestan, Max, Parsifal, 
Faust, Duc de Mantoue, Manrico, Radames, Otello, Canio, Cavaradossi, Calaf, etc., jusqu'à la fin des années 1950, se produisant ensuite en concert.
Il a laissé son autobiographie en allemand Mach es besser, mein Sohn (Leipzig, 1963).

## Sources
- Les Introuvables du chant wagnérien, L'Avant-scène opéra, no 67, septembre 1984.
- Les Introuvables du chant mozartien, L'Avant-Scène opéra, no 79/80, septembre/octobre 1985.
- Les Introuvables du chant verdien, L'Avant-Scène opéra, hors-série, 1986.
- Le Guide de l'opéra, sous la direction de Roland Mancini & Jean-Jacques Rouveroux, Paris, Fayard, coll. « Les Indispensables de la musique », 1986.
- L’Univers de l’opéra. Œuvres, scènes, compositeurs, interprètes, sous la direction de Bertrand Dermoncourt, Paris, Robert Laffont, coll. « Bouquins », 2012.
- Le Nouveau Dictionnaire des interprètes, sous la direction de Alain Pâris, Paris, Robert Laffont, coll. « Bouquins », 2015.